# Hello, New Kicks
「Hello, New Kicks」（ハロー・ニュー・キックス）は、2016年1月13日に発売されたKeishi Tanakaの4枚目のシングルである。

## 概要
- 小袋成彬率いるTokyo Recordingsがレコーディング、ミックス、アレンジメントを担当した[2]。アレンジャーを作品に迎えるのは田中にとって初めての試みとなった[3]。
- ミュージックビデオ・ジャケットのデザインはYOSHIROTTENが手掛けた[2]。

## 収録曲

### CD・音楽配信
全作詞・作曲: Keishi Tanaka
1. Hello, New Kicks (5:03)
2. Hello, New Kicks (Kai Takahashi Remix) (4:09)
  - リミックス：高橋海（LUCKY TAPES）
3. Hello, New Kicks (Instrumental) (5:01)

### 7インチシングル
全作詞・作曲: Keishi Tanaka
1. Hello, New Kicks
2. Hello, New Kicks (Kai Takahashi Remix)
  - リミックス：高橋海（LUCKY TAPES）

## リリース一覧
| 発売日        | 形態            | 品番    | レーベル     | 脚注  |
| ------------- | --------------- | ------- | ------------ | ----- |
| 2016年1月13日 | CD              | NIW-116 | Niw! Records | [ 3 ] |
| 2016年1月13日 | 7インチシングル | NEP-64  | Niw! Records | [ 4 ] |
| 2016年1月13日 | 音楽配信        |         | Niw! Records | [ 5 ] |